# Glyphoglossus capsus
Espèce
Synonymes
- Calluella capsa Das, Min, Hsu, Hertwig & Haas, 2014

Glyphoglossus capsus est une espèce d'amphibiens de la famille des Microhylidae.

## Répartition
Cette espèce est endémique du Sarawak en Malaisie orientale..

## Description
Glyphoglossus capsus mesure jusqu'à 36 mm. Elle présente un dos gris-olive, avec des taches rouges faiblement granuleux et un pli cutané léger à travers le front; conseils obtus d'orteil. La moitié du ventre est rouge lumineux, le reste avec de grandes zones blanches et noires.

## Publication originale
- Das, Min, Hsu, Hertwig & Haas, 2014 : Red Hot Chili Pepper. A new Calluella Stoliczka, 1872 (Lissamphibia: Anura: Microhylidae) from Sarawak, East Malaysia (Borneo). Zootaxa, no 3785, p. 550–560.